# Murowana Goślina
Murowana Goślina (niem. Goslin) – miasto w Polsce położone w województwie wielkopolskim, w powiecie poznańskim, siedziba gminy miejsko-wiejskiej Murowana Goślina.
W latach 1975–1998 miasto administracyjnie należało do województwa poznańskiego.
Według danych z 1 stycznia 2024 miasto liczyło 10 287 mieszkańców.

## Położenie
Murowana Goślina położona jest na zboczach doliny rzeczki Trojanki, którą dawniej nazywano Goślinką, Wełnianką lub Czarną Wełną, niedaleko jej ujścia do Warty. Temu usytuowaniu zawdzięcza swój wydłużony, wrzecionowaty kształt z tradycyjnym rynkiem.

## Nazwa
Miejscowość ma metrykę średniowieczną i jest notowana od XIV wieku. Po raz pierwszy w 1355 Goslina, 1387 Goslyna, 1399 Goszlina, 1400 Goslina Templi, 1403 Magna Goslina, 1422 Koscielna Goslina, 1488/92 Gosslyna circa templum, 1436 Goslina Cosczelna, 1458 Gostyna Kosczelna, 1483 Cosczyelnagoslyna, 1510 Cosczelnagoslina  .
Murowana Goślina była początkowo osadą zlokalizowaną na wzgórzu i nazywała się Górką, a później Gośliną. Nazwa Goślina wywodzi się od nazwy osobowej Gostla utworzonej od słowiańskich imion złożonych typu Gościmir przy użyciu sufiksu zdrabniającego -la. Nazwę utworzono na podstawie rdzenia Gost oznaczającego „gościć”, „gość”. Forma Goślina powstała przez uproszczenie starszej formy Gostlina i zamiany grupy spółgłoskowej -stl na -sl. Nazwa Murowana Goślina występuje w okresie późniejszym. Powstała w nawiązaniu do murowanego kościoła wybudowanego w XVI wieku  .

## Historia
Zasiedlenie Ziemi Goślińskiej należy zaliczyć do najstarszych w Wielkopolsce. Pod koniec XIX wieku znaleziono tu motykę z poroża renifera, pochodzącą z końca okresu paleolitu (8 tys. lat p.n.e.) – najstarsze znalezisko archeologiczne w Wielkopolsce. Innym wykopaliskiem jest toporek rogowy z okresu neolitu. Odkryto tutaj również ślady 20 obozowisk z tego okresu. W trójkącie miejscowości Murowana Goślina, Długa Goślina i Goślinka znaleziono wczesnośredniowieczne skarby pochodzące z X i początku XI wieku. Przez obszar gośliński przebiegał prastary szlak komunikacyjny ze stołecznego Gniezna na Pomorze Zachodnie poprzez bród na Warcie pod Radzimiem.
Pierwsze odkrycia archeologiczne w mieście i okolicy odnotowuje XIX wieczny Słownik geograficzny Królestwa Polskiego: W pobliżu gościńca, naprzeciwko dworu przebendowskiego, odkryto cmentarzysko z urnami bez skrzynek kamiennych, wydobyto mnóstwo urn zwyczajnych i naczyń; pomiędzy temi należą do osobliwszych: gruchawka dziecinna w kształcie podwójnego krąga ściętego z dziurkami, aby można przeciągnąć sznurek, brązowa strzała do włosów, mały haczyk brązowy do wędki, mały młotek kamienny z diorytu, a w innym miejscu wykopano wielki ząb nosorożca.

### Nadanie praw miejskich
Ród rycerski fortyfikując swą siedzibę wzniósł około 1200 r., za drewnianym częstokołem obok drewnianego kościoła wieżę mieszkalną z granitowych ciosów. Spowodowało to zmianę nazwy osiedla z Gośliny Templi (Kościelnej) na Murowaną Goślinę. W XIII wieku cała dolina pomiędzy prawym brzegiem Warty a rzeką Wełnianką (dzisiejszą Trojanką) należała do Gostlów i Murowana Goślina rozwijała się wzdłuż nowego szlaku handlowego z Poznania na północ do Nakła.
Data nadania praw miejskich nie jest znana. Pierwsza wzmianka pochodzi jednak z 1355 r. W szeregu publikacji określa się, że musiało to nastąpić przed 1389 r., za panowania Władysława Jagiełły. Wtedy to bowiem i w dwa lata później występuje w źródłach historycznych wójt Andrzej z Górki, a w 1391 r. mieszczanin gośliński Staszek. Miasto przejęło wtedy funkcję grodu kaszteleńskiego (po Radzimiu).
Murowana Goślina była miastem prywatnym, w ciągu dziejów bardzo często zmieniającym swoich właścicieli. Około 1580 roku należało do wojewody płockiego Piotra Potulickiego. Od 1593 r. właścicielem miasta był Jan Rozdrażewski, który nadał przywileje oraz herb „Doliwa”. W 1605 r. zastąpiono stary, drewniany kościółek świątynią murowaną, jednonawową, którą dobudowano do dwupiętrowej, czworokątnej wieży. Sama nawa od strony wschodniej posiadała niższą półkolistą absydę, nakrytą dachem półstożkowym. W 1651 r. właścicielem Murowanej Gośliny został Jan Leszczyński. W rękach Leszczyńskich została Murowana Goślina do 1694 r. W latach 1724–1726 ks. Filip Woliński dobudował w miejsce absydy prezbiterium, zaprojektowane przez architekta Pompeo Ferrari. Od zachodu nawa przylegała do już istniejącej wieży wywyższonej o piętro nad chór i poddasze na dzwony. Miasto było wielokrotnie niszczone i nawiedzane przez epidemie morowego powietrza.
W XVII wieku, za dziedzictwa Gurowskich Murowana Goślina stała się ośrodkiem dobrobytu i zamożności mieszkańców. Gurowski zaludnił swoje dobra, sprowadzając licznych rzemieślników. W 1736 r. Melchior Gurowski założył Hamer (dzisiejszy Raduszyn), gdzie znajdował się zakład hutniczy żelaza, wyrabiano papier, olej, mielono zboże. Powstały także w pobliżu starych wsi osady na prawie holenderskim, tak zwane olendry. W 1752 r. założono nową ulicę Zamkową (dzisiejsza Kochanowskiego) i otwarto szkołę. W 1763 r. cech garncarski otrzymał prawa i przywileje, zawarte w dwudziestu rozdziałach.
W 1782 r. pozwolono osiedlić się tutaj Żydom. W 1785 r. król Stanisław August nadał miastu przywileje na jarmarki i wtedy też osiedlili się tutaj sukiennicy. W 1793 r. miasto przeszło pod panowanie pruskie. Liczyło wtedy 903 mieszkańców oraz 99 domów. Główna ulica była wybrukowana, a na Warcie znajdował się prom należący do właściciela miasta. Mieszczanie nadal trudnili się rzemiosłem i handlem, tylko niewielu zajmowało się rolnictwem.

### XIX wiek
W 1807 r. Murowana Goślina została włączona do powiatu obornickiego i weszła w skład Księstwa Warszawskiego, a w 1815 r. znalazła się w obrębie Księstwa Poznańskiego.
W 1817 r. wielki pożar zniszczył większą część miasta co było powodem przeniesienia wielu rodzin do innych miejscowości. Napłynęło wielu przybyszów z różnych stron, którzy nabywali działki „pożydowskie”. Zaczęli stawiać domostwa przeważnie z niewypalanej cegły, które przetrwały do dziś w starej zabudowie.

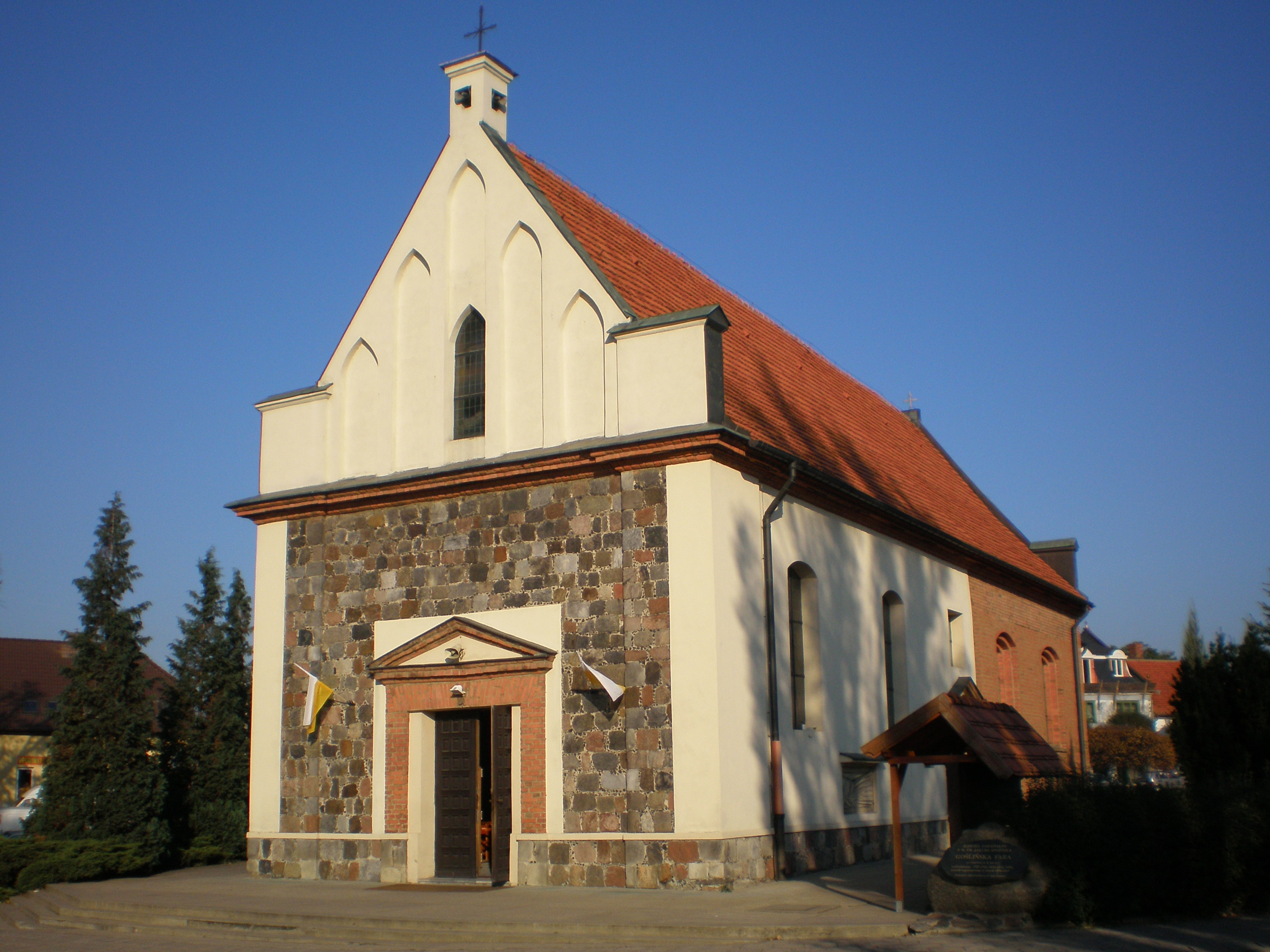
Kościół pw. św. Jakuba (XIX w.)

W 1830 r. rozpoczęto rozbudowę kościoła parafialnego św. Jakuba. Rozebrano wieżę i przedłużono nawę o całą jej pierwotną długość. Ciosy kamienne z rozebranej wieży wykorzystano na fundamenty i ścianę szczytową od strony zachodniej. Dobudowano również do pierwotnej nawy zakrystię. W XIX wieku pobudowano wieżyczkę na stromym dachu prezbiterium oraz wolno stojącą 3-kondygnacyjną dzwonnicę. Cały obiekt kościoła otoczono murem z 2 bramami.
W 1833 r. powstał pierwszy zarys gminy. Ziemia goślińska została podzielona na wójtostwo Murowana Goślina i Długa Goślina. Część północna oraz kilka wiosek, np. Uchorowo i Szymankowo weszły w skład wójtostwa Pacholewo. Dobra goslińskie zmieniały swoich właścicieli. W 1841 r. dobra te nabył Hans Karol von Winterfeld. Został wtedy wzniesiony pałac dla Winterfeldów w parku miejskim, który w drugim półroczu XIX wieku przebudowano. Pałac ten znajduje się w parku przy ulicy Poznańskiej. Park pochodzi z XIX wieku, rosną w nim okazałe drzewa, między innymi 700-letni cis o pięciu pniach.
W 1842 r. Murowana Goślina posiadała 196 domów i 1554 mieszkańców.
W okresie Wiosny Ludów okolice miasta objęta była działaniami wojskowymi w czasie powstania wielkopolskiego 1848 r. Na ziemi goslińskiej działał złożony z chłopów i mieszczan oddział powstańców, który paraliżował komunikację z Wielkopolską północną.
10 lipca 1859 r. urodził się w Murowanej Goślinie wielki hellenista Bonawentura Graszyński, nagrodzony wysokim, greckim odznaczeniem państwowym – Złotym Krzyżem Kawalerskim Orderu Zbawiciela.
W drugiej połowie XIX wieku mimo klęsk żywiołowych, życie gospodarcze rozwijało się. Widoczny był rozwój rzemiosła, usług, handlu oraz rolnictwa ponieważ sprzyjało temu położenie geograficzne miasta, zlokalizowanego na szlaku komunikacyjnym z Poznania na północ.
Miasto wymienione zostało w powiecie obornickim w XIX-wiecznym Słowniku geograficznym Królestwa Polskiego. W 1871 r. w miejscowości było 121 domów zamieszkanych przez 1542 mieszkańców w tym 848 katolików, 501 ewangelików oraz 193 wyznawców judaizmu. W 1875 r. liczba ta wzrosła do 1587, a w 1881 r. do 1601 mieszkańców w tym 473 ewangelików, 949 katolików i 179 żydów. W miejscowości znajdowała się siedziba komisarza obwodowego, kościół katolicki i protestancki oraz synagoga, a także kilkuklasowa szkoła elementarna. Funkcjonowały również zakłady produkcyjne: kilka gorzelni, browar miejski oraz cegielnia. W mieście był lekarz, chirurg, apteka, szpital joannitów na 30 łóżek pod nadzorem lekarza, polska kasa pożyczkowa na 200 członków, urząd pocztowy trzeciej klasy, stacja telegrafu.
Do połowy XIX wieku miejscowość miała charakter rolniczy. Mieszkańcy zajmowali się rolnictwem, wyrabianiem masła oraz sera. Z miasta wysyłano ok. 700 cetnarów masła do Berlina. Rozwijał się nim także przemysł oraz rzemiosło. Istniały tu także fabryki sukna wyrabiające płótno, garbarnie, a także dwie papiernie oraz gorzelnie. W mieście odbywały się także targi na wieprze.
W XIX wieku w mieście powstały liczne instytucje i stowarzyszenia, w których Polacy zrzeszają się i działają. Były to: Polska Kasa Pożyczkowa, (Bank ludowy; powstał w 1873 r.), Ochotnicza Straż Pożarna (1888 r.), Rzemiosło zrzeszone w cechach, których działalność później uwieńczona została założeniem Towarzystwa Przemysłowców (1904 r.), a w odniesieniu do rolnictwa – założeniem Kółka Rolniczego (1905 r.). W latach 1895–1897 według księgi adresowej handlu i przemysłu polskiego w Murowanej Goślinie działało 50 rzemieślników. Istniały kółka śpiewacze oraz amatorskie zespoły teatralne i muzyczne. Istniała już wówczas Biblioteka Towarzystwa Czytelni Ludowych.

### XX wiek
W 1901 r. oddano do użytku kolej żelazną, przez co miasto uzyskało bezpośrednie połączenie do Poznania i do Wągrowca. Na przełomie lat 1902–1903 założono instalację gazową, a w 1935 r. rozpoczęto elektryfikację.

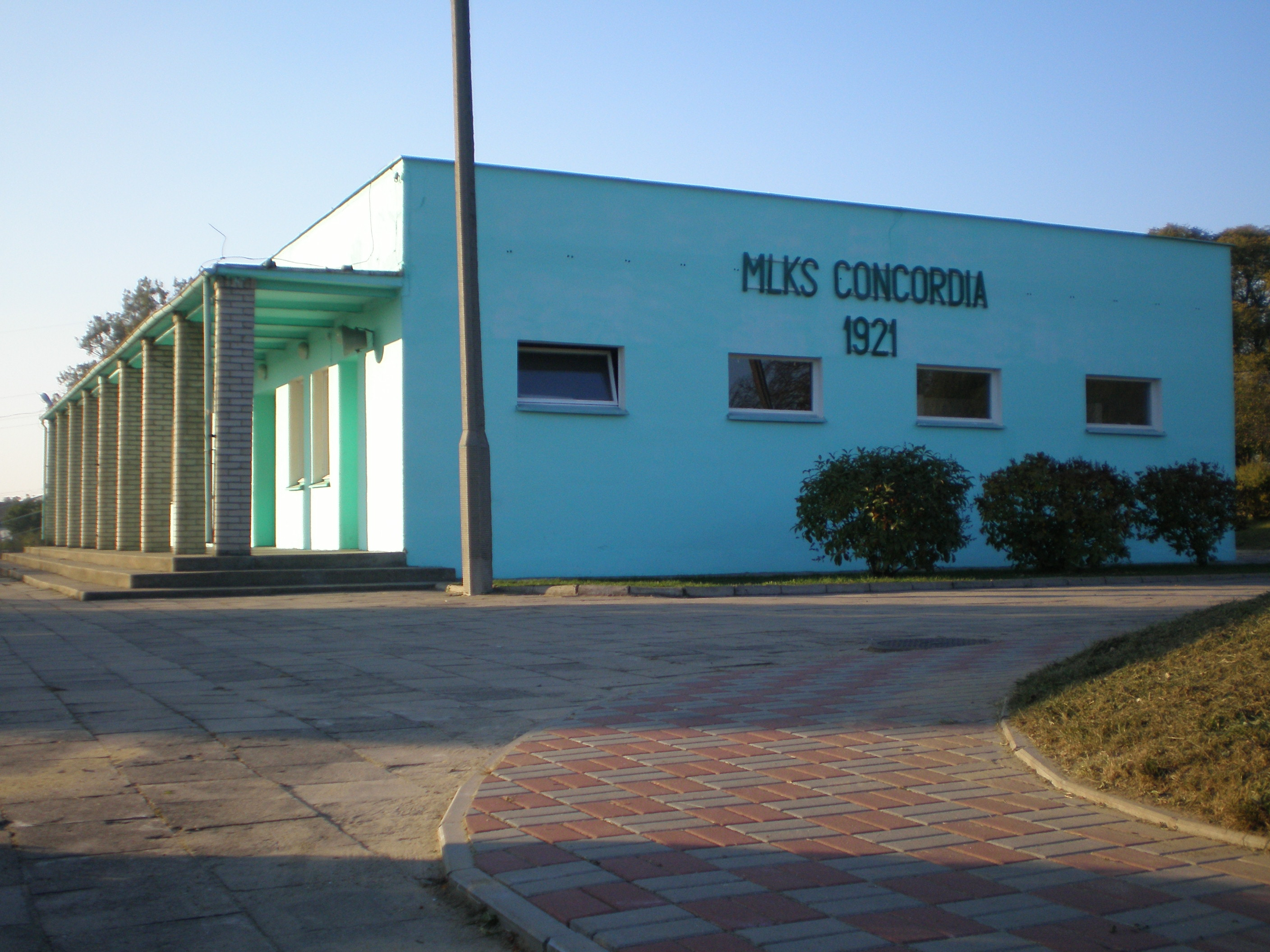
Siedziba klubu „Concordia”

Rozwój miasta przerwany został z chwilą wybuchu pierwszej wojny światowej, a później powstania wielkopolskiego. Wielu mieszkańców brało udział w walkach na wszystkich frontach. Zubożała i wyniszczona Murowana Goślina z trudem odbudowała się w okresie niepodległego dwudziestolecia Polski. Stanowiła wówczas zaplecze usługowe dla okolicznego rolnictwa. Działało ówcześnie wiele różnych organizacji i stowarzyszeń świeckich i kościelnych – przykładowo w 1921 r. powstaje Klub Sportowy „Concordia”, a w 1926 r. – Chór Kościelny.
We wrześniu 1939 r. zawiązała się „Obrona Cywilna” składająca się z 40 uzbrojonych ochotników, która zmusiła do wycofania się niemieckiego patrolu i ostrzelała niemieckich saperów naprawiających most na Warcie. Już w pierwszych miesiącach wojny rozstrzelano 14 gośliniaków, a 85 wywieziono do obozów koncentracyjnych, z których 54 już nie powróciło. Na frontach zginęło 45 żołnierzy, a liczne rodziny polskie przeniesiono. Cztery osoby zostały zamordowane w Katyniu.
21 stycznia 1945 r. do Murowanej Gośliny wkroczyły oddziały Armii Czerwonej, a już 23 stycznia zorganizowana została Milicja Obywatelska. Rozpoczęto organizowanie na nowo życia społecznego i gospodarczego. W ciągu następnych 40 lat liczba ludności miasta podwoiła się i wynosiła 4540 osób. Spowodowało to powstanie nowych osiedli domków jednorodzinnych, osiedla pracowników Leśnego Zakładu Doświadczalnego, a także budownictwa spółdzielczego. W okresie PRL działał w mieście jedyny w Polsce zakład przetwórstwa kazeiny, do którego surowiec przekazywało w latach 70. XX wieku około dwieście spółdzielni mleczarskich z całego kraju. Towar eksportowano stąd do 22 państw, głównie do USA, RFN, Hiszpanii i Finlandii. 

### Powstanie osiedla „Zielone Wzgórza”

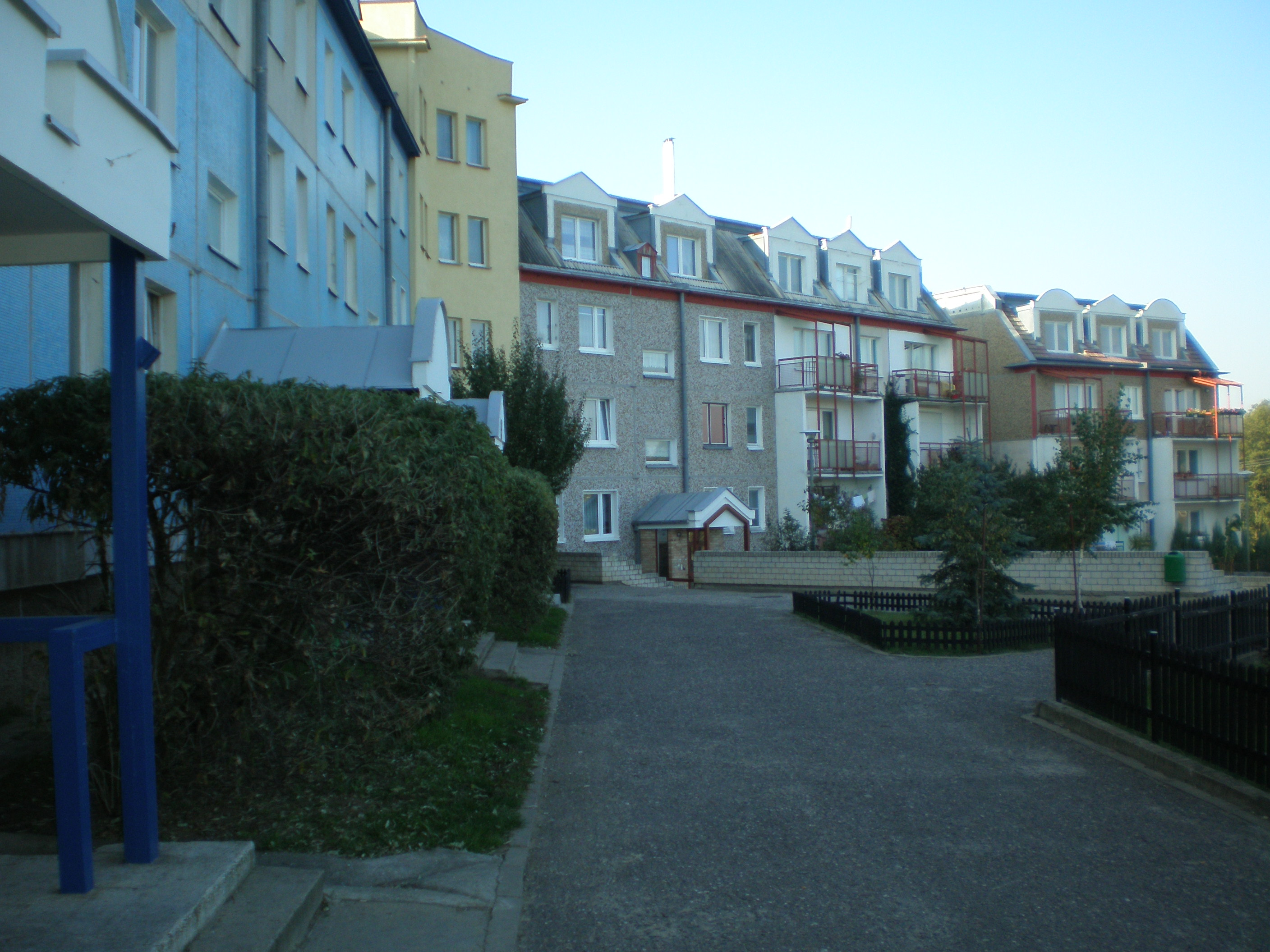
Typowe bloki z „wielkiej płyty” na Zielonych Wzgórzach; jedno z najstarszych podwórek osiedla

Osiedle – miasteczko powstało dla pracowników odległej o 2 km filii Zakładów Przemysłu Metalowego H. Cegielski Poznań w Bolechowie. Na potrzeby realizacji miasteczka utworzono Spółdzielnię Mieszkaniową „Zielone Wzgórza”. Pejzaż osiedla przypomina architekturę XIX wieku. Wokół stylizowanego na barok ratusza rozciąga się rynek z różnorodnymi domami, zaułkami, ogródkami, placykami i wieżyczkami.
Idea i projekt miasteczka powstały w zespole autorskim: prof. arch. Jerzy Buszkiewicz, prof. arch. Tomasz Durniewicz, Stanisław Sipiński, Eugeniusz Skrzypczak, z zespołem współpracował również prof. Augustyn Bańka, zajmujący się psychologią architektury. Projekt został zrealizowany z osobistym zaangażowaniem dyrektora fabryki inż. Jerzego Lenartowskiego.
Filia zakładu H. Cegielskiego po odłączeniu się od placówki macierzystej otrzymała nazwę Fabryki Wyrobów Tłoczonych „Pressta” w Bolechowie. Powstanie osiedla dla pracowników tejże fabryki stało się priorytetem. Docelowo zakładano zbudowanie zabudowy mieszkalnej dla około 6000 mieszkańców, a także zabudowę pełnej infrastruktury gospodarczej, społeczno-komunalnej i technicznej z indywidualnymi rozwiązaniami urbanistycznymi i architektonicznymi.
Nowe osiedle zaczęło powstawać na uboczu Murowanej Gośliny. Miejsce pod zabudowę zostało wybrane na stoku doliny jeziora Raduszyn, na południowym skraju miasta; wśród pól, zagajników i na pofałdowanym terenie. Na osiedlu budowano początkowo bloki wielorodzinne, stosując do tego technologię wielkopłytową. Pierwsze budynki powstały przy ulicy Kasztanowej (obecnie Lenartowskiego – na cześć zmarłego dyrektora Pressty, szczególnie zaangażowanego w budowę osiedla). Pierwsze mieszkanie przekazano do użytku w 1986 r.

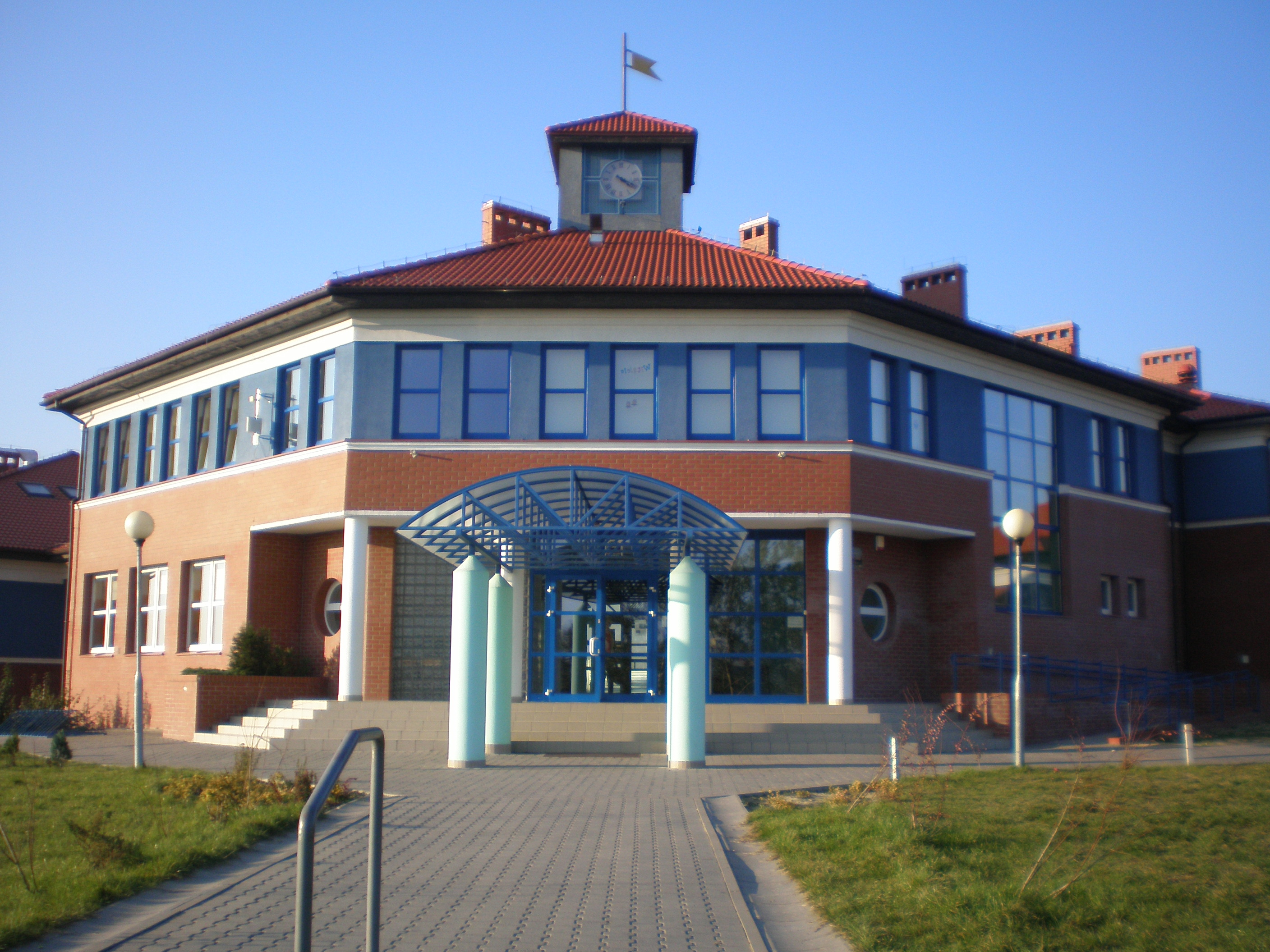
Gm nr 1 (w starej części miasta)

Już w 1984 r. rozpoczęto budowę szkoły podstawowej na osiedlu, jednakże do użytku oddano go dopiero w październiku 1988 r. Do tego czasu dzieci pierwszych zamieszkałych na osiedlu rodzin musiały uczęszczać do Szkoły Podstawowej nr 1 w Murowanej Goślinie, czyli w starej części miasta. Początkowo budynek szkoły był projektowany dla 760 uczniów, jednak już w kilka lat później liczba uczniów i nauczycieli podwoiła się. W 1992 r. patronem szkoły został Henryk Sienkiewicz, na pamiątkę tego wydarzenia w każdą rocznicę ulicami osiedla maszeruje pochód dzieci poprzebieranych w postacie z książek sławnego autora. Po reformie szkolnictwa Szkołę Podstawową podzielono na podstawówkę i Gimnazjum nr 2, które od 2001 r. nosi imię Jana Kochanowskiego.
Budowę kościoła na osiedlu „Zielone Wzgórza” rozpoczęto dopiero w 1990 r. Budowę nadzorował ksiądz Roman Kostecki. Początkowo nabożeństwa odprawiane były na ołtarzu polowym. Powstały kościół 15 marca 1993 r. przekształcono na parafię pod wezwaniem Najwyższego Arcykapłana Jezusa Chrystusa. W lipcu 1990 r. powstała również na terenie osiedla filia biblioteki publicznej z Murowanej Gośliny.

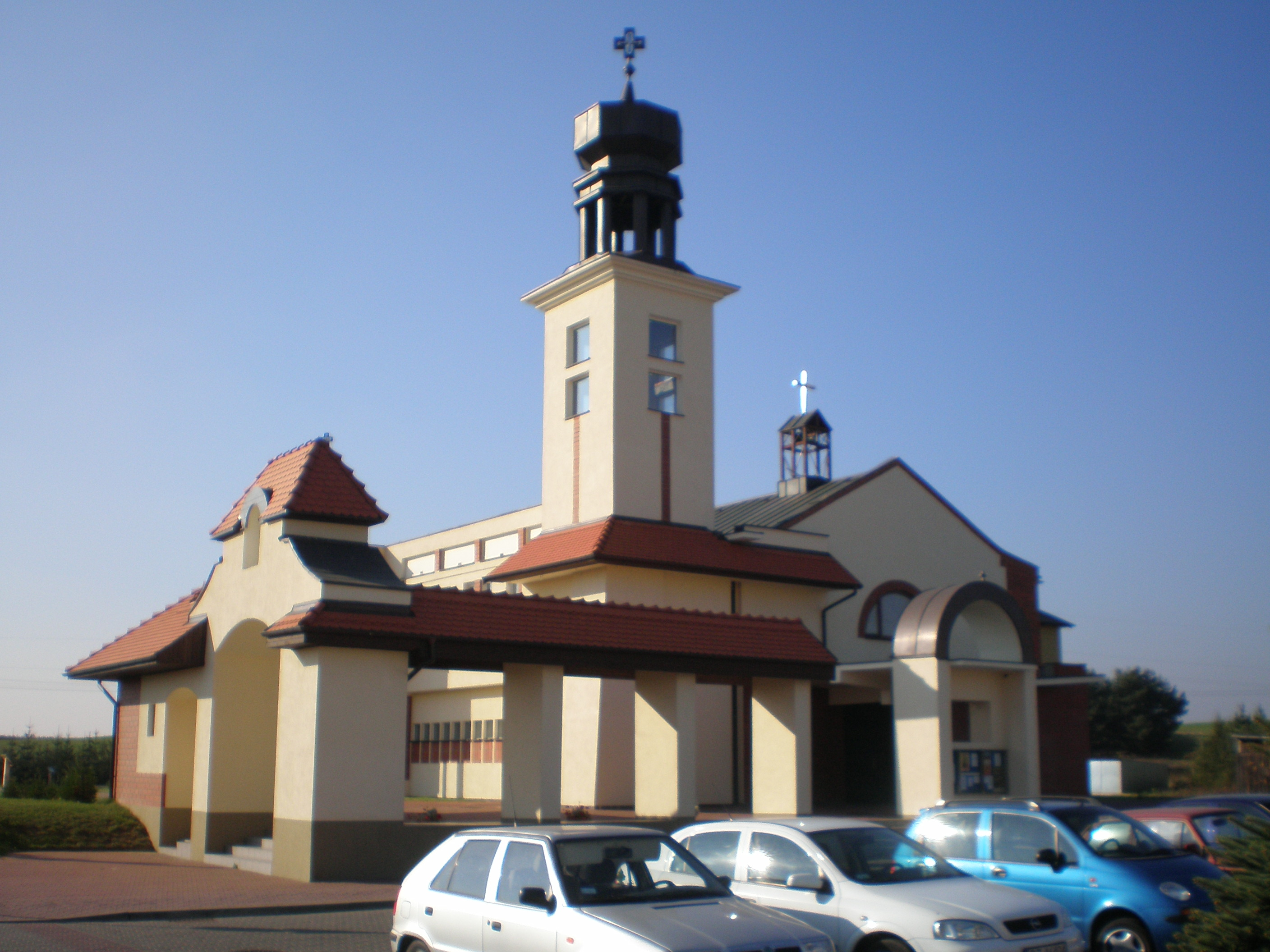
Kościół parafialny Najwyższego Arcykapłana Jezusa Chrystusa, ukończony w 1993 r.

Osiedle, pomyślane jako zaplecze mieszkaniowe dla zakładów „Pressty”, w dużej mierze uzależnione było od środków finansowych, pozostających w dyspozycji fabryki. Gdy zaczęła odczuwać ona trudności ekonomiczne, zahamowaniu uległo budownictwo mieszkaniowe. Pojawiły się też problemy przy budowie infrastruktury osiedla. Nie doszło między innymi do budowy ośrodka kultury „z prawdziwego zdarzenia” – z salą widowiskową, biblioteką, kręgielnią, krytą pływalnią i kortami tenisowymi. Między innymi z tego względu spółdzielnia oddzieliła się do zakładów „Pressty” i w 1992 r. powstała Spółdzielnia mieszkaniowa „Zielone Wzgórza”.

### Historia najnowsza

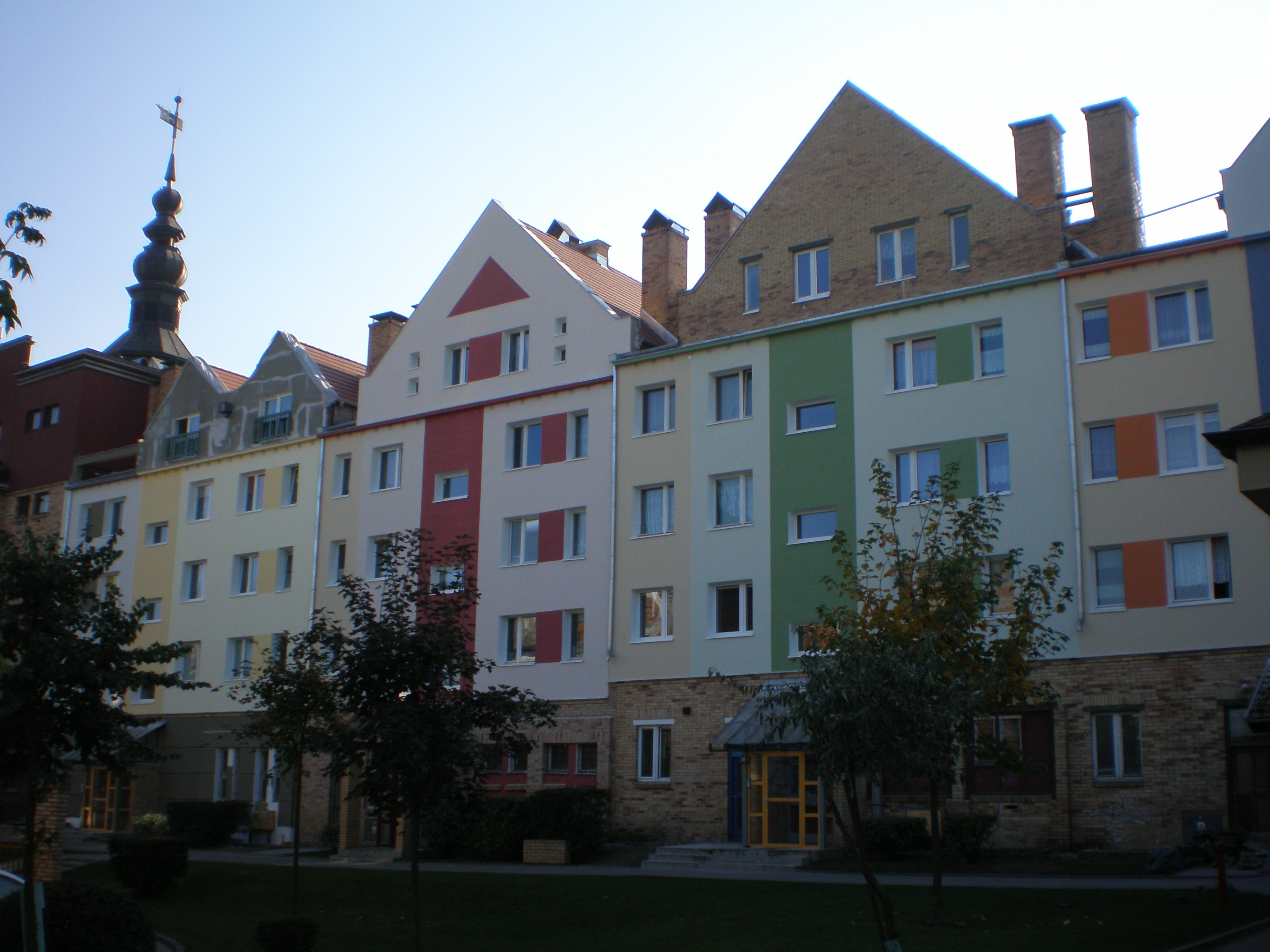
Bloki przyległe do Nowego Rynku (po renowacji w 2006 r.)

Około 2000 r. zaczęły powstawać kolonie domów jednorodzinnych. W związku z tym wokół głównego trzonu osiedla, składającego się z pięciokondygnacyjnych bloków, powstało kilka skupisk niskiej zabudowy o zróżnicowanej architekturze.
W latach następnych na terenie osiedla powstało wiele przebudów. Np. w 2004 r. pojawił się nowy inwestor w zakresie budownictwa mieszkaniowego, który rozpoczął działalność od przebudowy dawnego hotelu robotniczego na 94 mieszkania TBS.
W lutym 2006 r. Rada Miejska uchwaliła podział miasta na 12 Osiedli samorządowych posiadających swój Zarząd (z Przewodniczącym na czele) i środki finansowe (z budżetu gminy) do wykorzystania.
Obecnie osiedle Zielone Wzgórza zostało rozbudowane w znacznym stopniu i wciąż pojawiają się nowi inwestorzy. W 2008 r. zakończyła się budowa trzech bloków na północno-zachodnim krańcu osiedla i budowa szeregowych domków jednorodzinnych w południowo-zachodniej części. Od 2006 r. trwają również sukcesywne prace termomodernizacyjne bloków, które poza dodatkową warstwą styropianu zyskują nową żywszą elewację.
26 stycznia 2018 r. w Murowanej Goślinie nastąpił wybuch i pożar gazociągu na ul. Gnieźnieńskiej.

## Zabytki i atrakcje

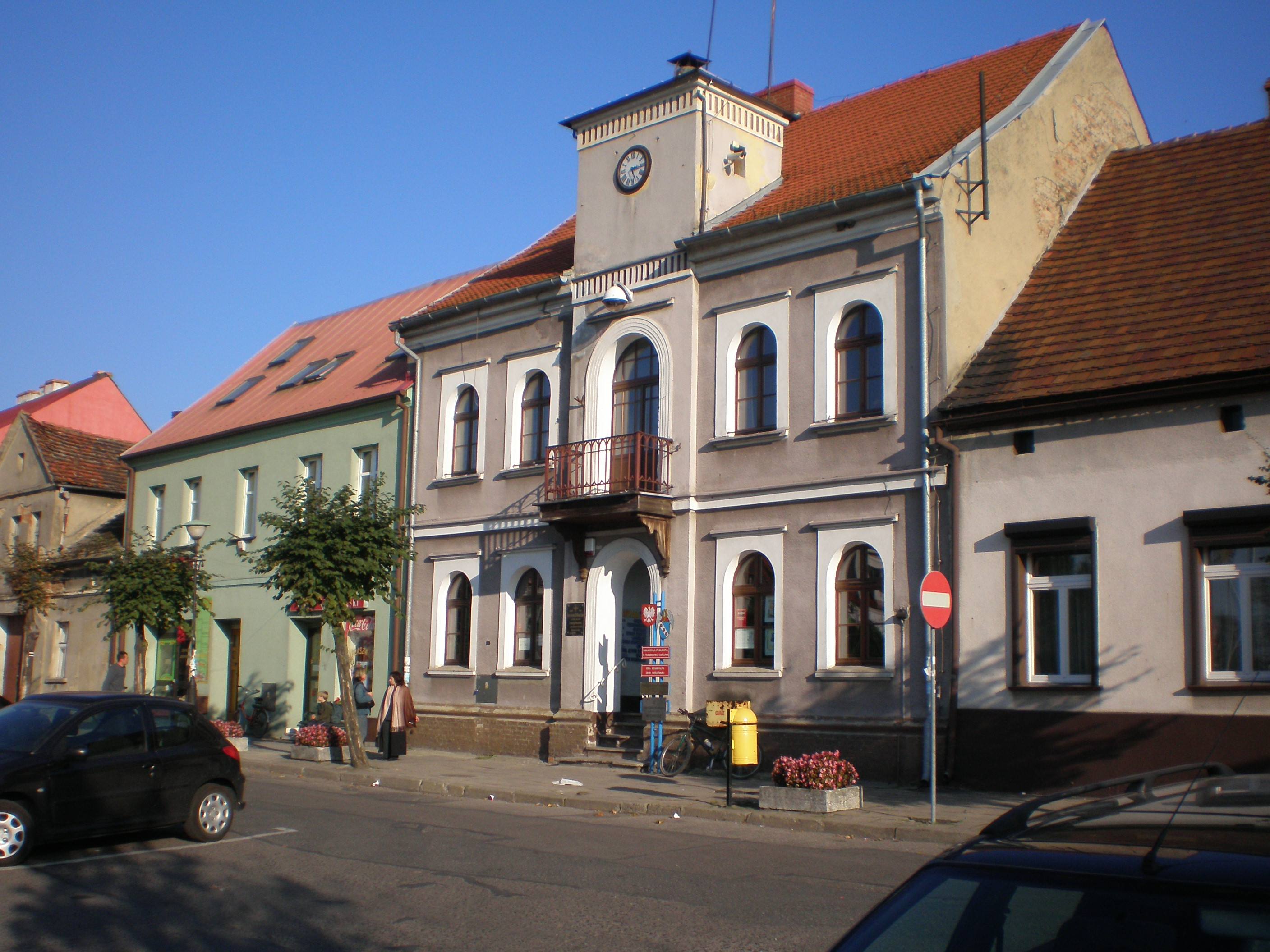
Stary Rynek – wejście do biblioteki i Izby Regionalnej

- Rzymskokatolicki kościół parafialny, goślińska fara pw. św. Jakuba, usytuowany na rynku w starej części miasta – powstał w roku 1605. Barokowe prezbiterium pochodzi z 1717 r. i jest dziełem Pompeo Ferrariego. Wewnątrz rzeźby gotyckie, obrazy z XVIII w., na ścianie zewnętrznej renesansowa płyta nagrobna z XVI w. wojewodziny Urszuli z Ostrorogów Lwowskiej, zm. w 1575 r.
- Kościół rzymskokatolicki pw. św. Ducha – poewangelicka, zbudowana w latach 1784–1803 świątynia jest przykładem architektury klasycystycznej.
- Pozostałości po pałacu Winterfeldów w parku miejskim – zbudowany w stylu klasycystycznym w 1841 r., przebudowany w drugiej połowie XIX w.
- Izba Regionalna Ziemi Goślińskiej.
- W Murowanej Goślinie powstał rezerwat, gdzie można obserwować rośliny z gatunku Śnieżyca wiosenna (Leucojum vernum) z rodziny amarylkowatych w ich naturalnym środowisku.

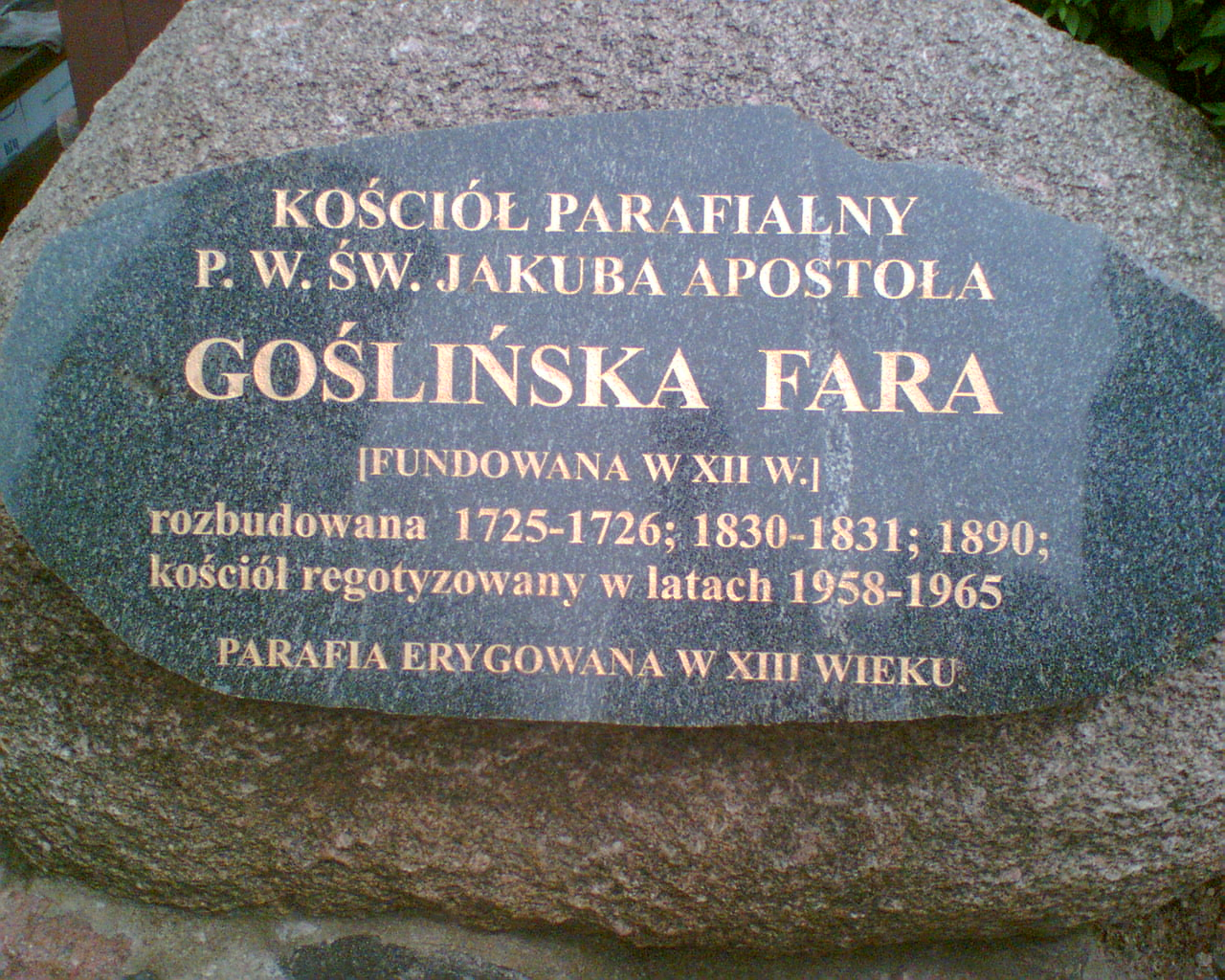
Tablica przed Goślińską Farą

Przy świątyni i dalej w kierunku Poznania prowadzi szlak pątniczo-kulturowy, Wielkopolska Droga św. Jakuba – odcinek szlaku pielgrzymkowego do grobu św. Jakuba w Santiago de Compostela w Hiszpanii.

## Sport i wydarzenia sportowe
- 7 września 2006 r. przez gminę Murowana Goślina przebiegała trasa czwartego etapu 63. Tour de Pologne, a na pl. Powstańców Wielkopolskich umieszczona była lotna premia.
- 12 września 2007 r. odbył się etap 64. Tour de Pologne przebiegający ulicami Murowanej Gośliny.
- 25 czerwca 2006 r. gminę Murowana Goślina przebiegała trasa Bike Maratonu, a pl. Powstańców Wielkopolskich był startem i metą wyścigu.
- Gmina gościła Bike Maraton także w 2007 r.
- 20 kwietnia 2008 r. w Murowanej Goślinie, na Nowym Rynku, zainaugurowano Bike Maraton 2008, rajdem po Puszczy Zielonce.
- 19 kwietnia 2008 r. zainaugurowano w Raduszynie zawody rangi Mistrzostw Polski w CrossDuathlonie. W pierwszej edycji Raduszyńskich MP w CrossDuathlonie uczestniczyło 75 zawodników; zwyciężyli Filip Przymusiński i Joanna Wojtaszek. Obydwoje startowali w barwach klubu UAM Triathlon Poznań.

### Siatkówka
Rozwój siatkówki w Murowanej Goślinie zawdzięcza się w dużej mierze wieloletniej pracy trenerskiej państwa (Ewa i Andrzej) Miciul, którzy od lat trenują młodzież z podstawówki i gimnazjum nr 2. Przy Gimnazjum nr 2 działa zespół UKS Zielone Wzgórza Murowana Goślina oraz reprezentacja szkolna. W roku 2006 reprezentacja Gimnazjum nr 2 dziewcząt zdobyła wicemistrzostwo Polski.
W gimnazjum trenuje obecnie zespół złożony z absolwentek szkoły. Drużyna występuje w trzeciej lidze.
W I lidze kobiet występuje zespół KS Piecobiogaz Murowana Goślina.

### Piłka nożna
- Miejsko-Ludowy Klub Sportowy „Concordia” (działa od 1921 r.)
- Klub Sportowy Łopuchowo (działa od 1999 r.)
- Uczniowski Klub Sportowy „Concord” (działa od 2000 r.)

Na terenie gminy odbywają się rozgrywki Ligi Gminnej skupiającej amatorskie zespoły z osiedli i sołectw Murowanej Gośliny (Liga Gminna). Stadion piłkarski w Murowanej Goślinie był jednym ze stadionów, na których rozgrywano Młodzieżowe Mistrzostwa Europy w piłce nożnej w 2006 r.

### Sporty walki
Od 2015 r. regularnie odbywa się tam zawodowa gala MMA pod nazwą Slugfest.

## Komunikacja

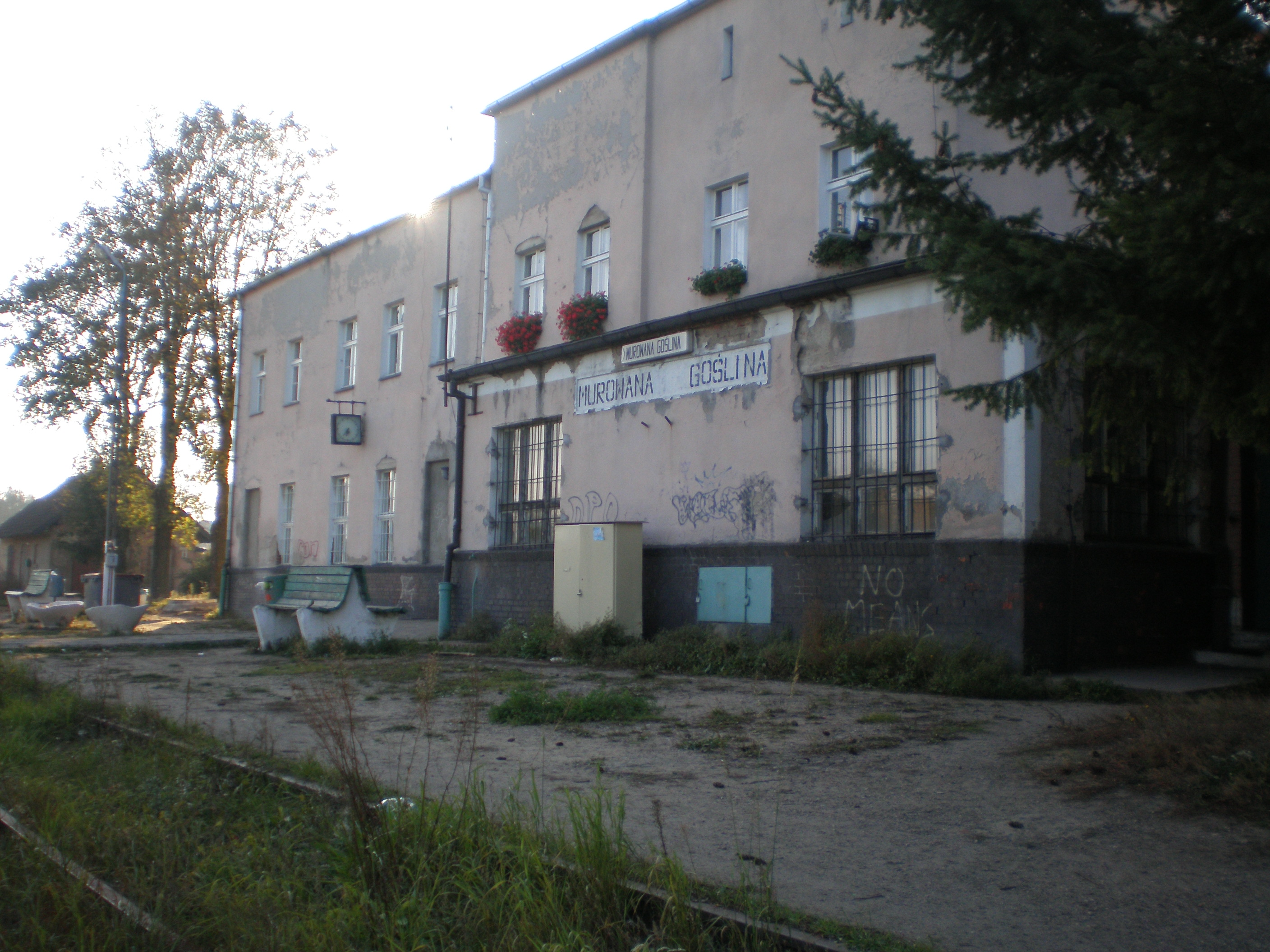
Stacja kolejowa (od strony peronu)

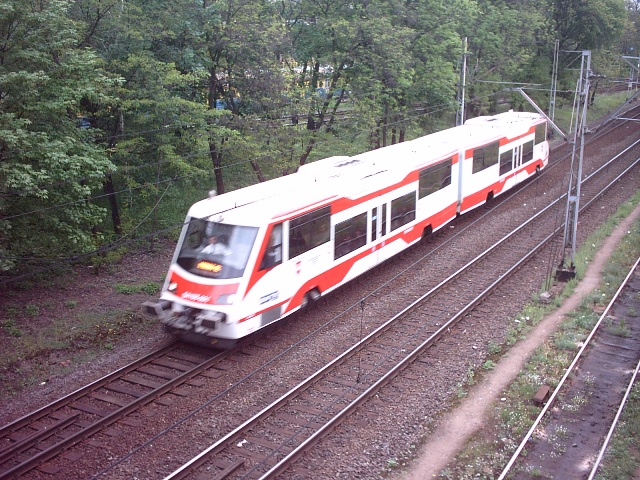
Autobus szynowy SA108 kursujący przez Murowaną Goślinę

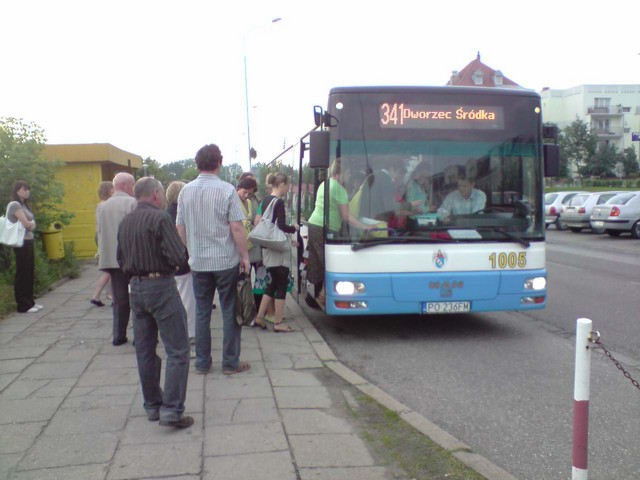
Autobus linii 341 (dawniejsza 111): Przebędowo – Dworzec Śródka (Poznań)

Komunikacja między Murowaną Gośliną a Poznaniem:
- komunikacja gminna: Transkom
  - linia 252 (nocna): Przebędowo – Dworzec Śródka (Poznań)
  - linia 341: Przebędowo – Dworzec Śródka (Poznań)
  - linia 342: Przebędowo – Dworzec Śródka (Poznań)
  - linia 348: Przebędowo – Osiedle Jana III Sobieskiego (Poznań)
- Polskie Koleje Państwowe SA (wszystkie kursy wykonywane przez autobus szynowy)
- Przedsiębiorstwa PKS

Komunikacja wewnątrz gminy Murowana Goślina:
- komunikacja gminna: Tele-Bus, Ośrodek Rekreacyjno Sportowy Rogoźno poprzednio Elkotur Warbus Sp. z o.o.
  - linia 390: Murowana Goślina – Przebędowo – Białęgi – Białężyn – Uchorowo
  - linia 391: Murowana Goślina – Raduszyn – Mściszewo
  - linia 393: Murowana Goślina – Boduszewo – Głębocko – Łopuchówko
  - linia 395: Murowana Goślina – Rakownia – Kamińsko – Pławno
  - linia 399: Murowana Goślina – Przebędowo – Trojanowo – Wojnowo – Długa Goślina

## Demografia

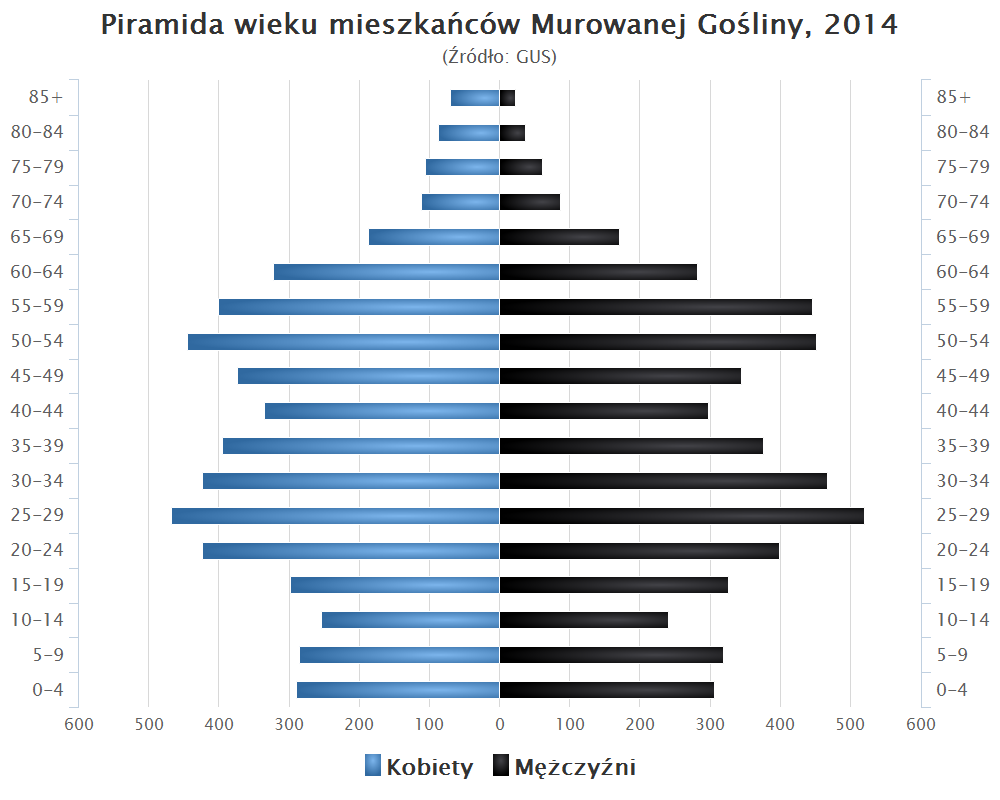
Piramida wieku mieszkańców Murowanej Gośliny w 2014 roku

## Współpraca międzynarodowa
Gminy partnerskie:
- Hemmingen
- Ochotnica Dolna[10]